# 레트로트랜스포존

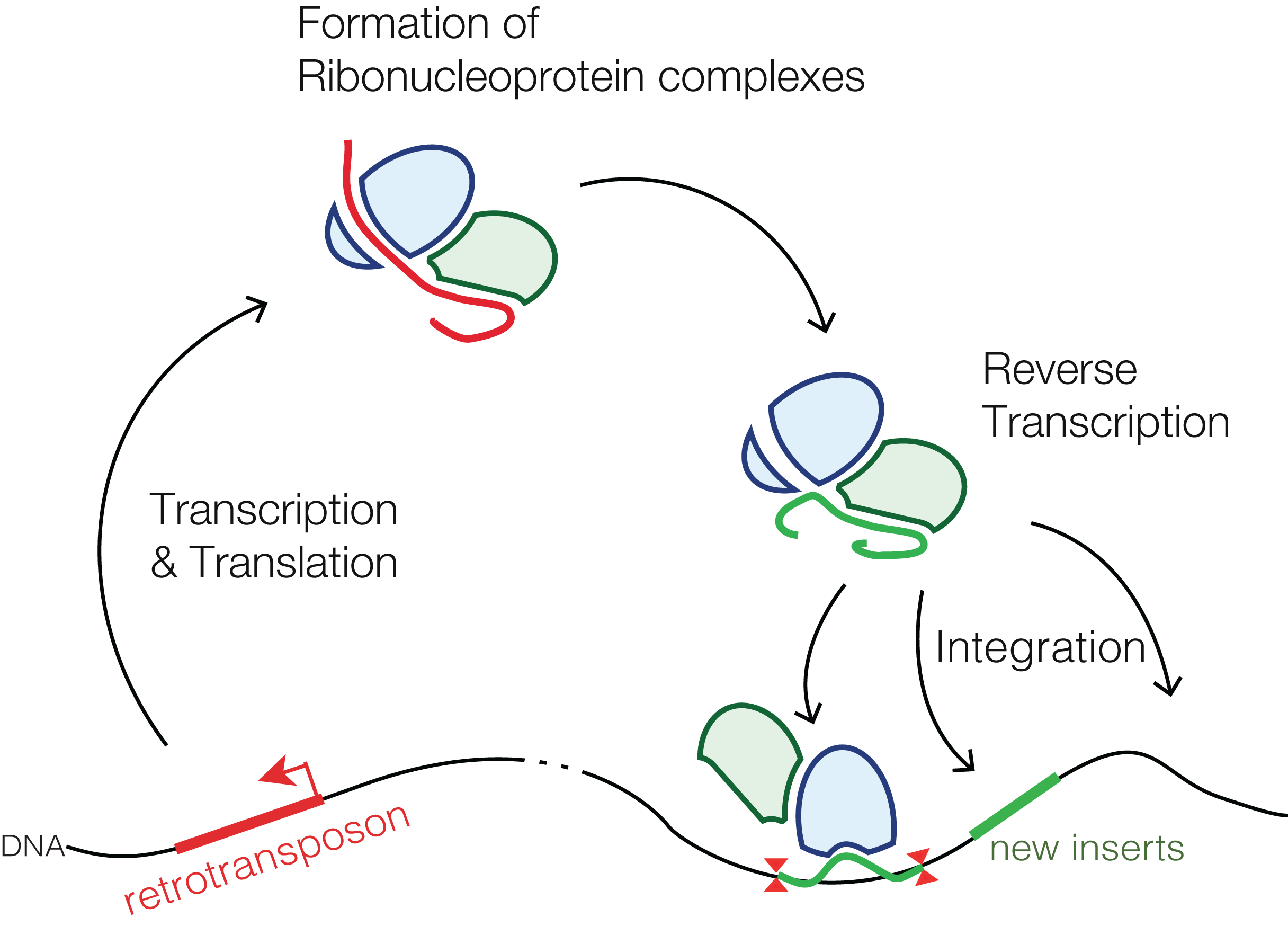
레트로트랜스포존의 생활 주기를 단순화하여 나타낸 그림

레트로트랜스포존(영어: retrotransposon)은 레트로트랜스포존 DNA의 전사체인 RNA를 매개체로 하여, 유전체 내에서 이동하는 전위인자이다. 트랜스포존의 부분집합이다. 식물에 특히 많으며 종종 DNA에서 중요한 부분을 구성한다. 옥수수에선 게놈의 49-78%가 레트로트랜스포존이다. 밀은 90%가 반복된 시퀀스의 게놈으로 이루어져있고 68%는 전위가능한 엘레먼트다. 포유류에서는 45-48%의 트랜스포존이거나 트랜스포존의 찌꺼기이다. 사람 게놈은 42%정도가 레트로트랜스포존으로 되어있는반면 DNA 트랜스포존은 2-3%에 불과하다.

## 레트로트랜스포존의 종류
레트로트랜스포존은 long terminal repeat(LTR)과 non-LTR 레트로트랜스포존이 있다.

### LTR 레트로트랜스포존
LTR 레트로트랜스포존은 ~100bp에서 5kb의 크기의 LTR을 가지고 있다. LTR 레트로트랜스포존은 시퀀서의 유사성과 인코드된 유전인자의 순서로 분류되는 Ty1-copia-like, Ty3-gypsy-like, BEL-Pao-like 그룹이 있다.

### Non-LTR 레트로트랜스포존
Non-LTR 레트로트랜스포존은 long interspersed elements(LINEs)와 short interspersed elements(SINEs) 두가지 분류로 나뉜다. 식물에서 많은 복사본이 발견된다. Non-LTR 레트로트랜스포존은 진핵생물의 게놈에 널리 퍼져있다. LINE은 레트로트랜스포존이 전위하는데 필요한 기능을 하는 것들을 암호화하는 두개의 ORF를 가지고있다. 이것들은 역전사효소, 엔도뉴클리아제의 활성, 리보핵산단백질을 형성하기위한 핵산결합을 포함한다. 반면 SINE은 레트로요소로써 LINE의 효소와 기능들에 의존한다.

## 같이 보기
- 고유전학
- 레트론